# Escut d'Albatàrrec
L'escut oficial d'Albatàrrec té el següent blasonament:
Escut caironat: de porpra, un món creuat amb creu potençada d'argent, cintrat de gules. Per timbre, una corona mural de poble.
Va ser aprovat el 29 de maig de 2002.
El món és el senyal tradicional de l'escut del poble i és l'atribut de sant Salvador, patró de la localitat. Com a senyals parlants, estaria relacionat amb «alba» i «terra» tot i que etimològicament no és una forma composta sinó d'origen àrab (Abu Tarik) o basca (patarra, «costa escabrosa»).